# Show the World
Show the World er debutalbummet fra den danske popsanger og X Factor 2008-vinder Martin, der udkom den 30. maj 2008. Det har solgt tredobbelt platin, og er det 2. mest solgte album i 2008.
Førstesinglen "The 1" blev sat til salg som download umiddelbart efter Martin vandt X Factor den 28. marts 2008, og er skrevet specifikt til X Factor finalisterne af Brinck.

## Trackliste
| #   | Titel                                   | Sangskriver(e)                                              | Producer(e)                                      | Længde |
| --- | --------------------------------------- | ----------------------------------------------------------- | ------------------------------------------------ | ------ |
| 1.  | "Show the World"                        | Remee, Lucas Secon, Thomas Troelsen                         | Remee, Thomas Troelsen                           | 3:02   |
| 2.  | "When I'm with You"                     | Rune Braager, Marcus Winther-John, Tim McEwan, Lene Dissing | 12bit                                            | 3:21   |
| 3.  | "Report to the Dance Floor"             | Remee, Lucas Secon, Thomas Troelsen                         | Remee, Thomas Troelsen                           | 3:38   |
| 4.  | "Never the Same"                        | Simon Borch                                                 | 12bit                                            | 4:03   |
| 5.  | "Mission Impossible"                    | Remee, Lucas Secon, Thomas Troelsen                         | Remee, Thomas Troelsen                           | 3:47   |
| 6.  | "Where Do We Go"                        | Martin Hedegaard, Kim Enk Zorde, Tim McEwan                 | 12bit                                            | 3:52   |
| 7.  | "Music Under My Skin"                   | Pete "Boxsta" Martin, Tim Woodcock                          | 12bit                                            | 3:15   |
| 8.  | "Frozen"                                | Martin Sommer, Tim McEwan, Lene Dissing                     | 12bit                                            | 3:50   |
| 9.  | "Rock the Party"                        | Remee,Lucas Secon, Thomas Troelsen                          | Remee, Thomas Troelsen                           | 2:46   |
| 10. | "Girls, Girls, Girls"                   | Remee,Lucas Secon, Thomas Troelsen                          | Remee, Thomas Troelsen                           | 2:47   |
| 11. | "Magic Lover"                           | Remee, Thomas Troelsen                                      | Remee, Thomas Troelsen                           | 4:11   |
| 12. | "The Secret"                            | Remee, Thomas Troelsen                                      | Remee, Thomas Troelsen                           | 3:56   |
| 13. | "The 1" (bonus spor)                    | Brinck                                                      | Óli Poulsen, Per Sunding (additional production) | 3:50   |
| 14. | "Everything I Want" (iTunes bonus spor) |                                                             |                                                  | 3:12   |

## Hitliste- og salgsplacering

### Album
| Hitliste (2008)          | Højeste placering | Certifikationer | Salg   |
| ------------------------ | ----------------- | --------------- | ------ |
| Dansk Album Top-40       | 1                 | 3x Platin       | 90.000 |
| Dansk Album 2008 Top 100 | 2                 | 3x Platin       | 90.000 |

### Singler
| 2008                                                     | "The 1"                     | 1 | 2x Platin |
| 2008                                                     | "Show the World"            | 1 | Platin    |
| 2008                                                     | "Report to the Dance Floor" | — | —         |
| "—" markerer en udgivelse der ikke opnåede en placering. |                             |   |           |